# Démographie de l'Uruguay
La population de l'Uruguay est essentiellement concentrée sur le littoral, en 2022, elle était de 3 496 015 habitants. La population est essentiellement urbaine et vit dans les 20 plus grandes villes du pays, surtout à Montevideo (1,4 million d'habitants).
Les Uruguayens sont principalement des descendants d'Européens venus au XIXe siècle, la majorité étant originaire d'Espagne ou d'Italie. Les descendants d'Européens représentent 88 % de la population, environ 8 % de la population est métissée, d'origine européenne et amérindienne, les personnes d'origine africaine représentent entre 4 et 9 % des habitants et les Amérindiens ne représentent que 1 % de la population nationale (principalement des Guaranis). Ces deux dernières décennies, environ 500 000 Uruguayens ont émigré vers le Brésil, l'Argentine, l'Espagne ou encore les États-Unis.
À cause du faible taux de natalité, de l'espérance de vie élevée et de l'émigration, la population du pays vieillit assez vite.

## Évolution historique de la population
- 1829 :...............74.000
- 1840 :.............200.000
- 1862 :.............281.500
- 1900 :.............936.000
- 1908 :..........1.043.000
- 1920 :..........1.500.000
- 1930 :..........2.000.000
- 1960 :..........2.540.000
- 1968 :..........2.818.000
- 1972 :..........2.960.000
- 2011 :..........3.286.314 (Recensement national de 2011)
- 2015 :..........3.341.893 (estimation CIA juillet 2015)

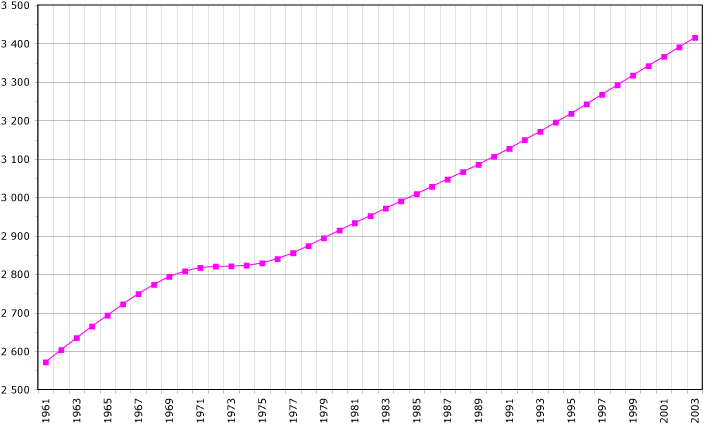
Évolution démographique

## Religion
L'Uruguay n'a pas de religion officielle, l’Église et l'État sont officiellement séparés et la liberté religieuse est garantie. Une enquête réalisée en 2008 par l'Institut national de statistique de l'Uruguay a donné au catholicisme la religion principale, avec 45,7 % de la population, 9,0 % sont des chrétiens non catholiques, 0,6% sont des animistes ou des ombandistes (une religion afro-brésilienne) et 0,4 % des juifs. 